# Burundi a 2000. évi nyári olimpiai játékokon
Burundi az ausztráliai Sydneyben megrendezett 2000. évi nyári olimpiai játékok egyik részt vevő nemzete volt. Az országot az olimpián 1 sportágban 6 sportoló képviselte, akik érmet nem szereztek.

## Atlétika
Férfi
| Versenyző              | Versenyszám | Előfutam | Előfutam | Előfutam | Elődöntő | Elődöntő | Elődöntő | Döntő         | Döntő         |
| Versenyző              | Versenyszám | Idő      | Hely.    | Össz.    | Idő      | Hely.    | Össz.    | Idő           | Helyezés      |
| ---------------------- | ----------- | -------- | -------- | -------- | -------- | -------- | -------- | ------------- | ------------- |
| Jean-Patrick Nduwimana | 800 m       | 1:46,78  | 2.       | 12.      | 1:46,98  | 6.       | 17.      | kiesett       | kiesett       |
| Arthémon Hatungimana   | 800 m       | 1:48,14  | 3.       | 36.*     | kiesett  | kiesett  | kiesett  | kiesett       | kiesett       |
| Vénuste Niyongabo      | 5000 m      | 13:49,57 | 15.      | 27.      |          |          |          | kiesett       | kiesett       |
| Aloÿs Nizigama         | 10 000 m    | 27:50,09 | 8.       | 9.       |          |          |          | 27:44,56      | 9.            |
| Patrick Ndayisenga     | Maraton     |          |          |          |          |          |          | nem ért célba | nem ért célba |

Női
| Versenyző    | Versenyszám | Előfutam | Előfutam | Előfutam | Döntő   | Döntő    |
| Versenyző    | Versenyszám | Idő      | Hely.    | Össz.    | Idő     | Helyezés |
| ------------ | ----------- | -------- | -------- | -------- | ------- | -------- |
| Diane Nukuri | 5000 m      | 16:38,30 | 14.      | 45.      | kiesett | kiesett  |

* - egy másik versenyzővel azonos eredményt ért el